# Georges Caussade
Georges Caussade (Port Louis, 20 novembre 1873 – Chanteloup-les-Vignes, 5 agosto 1936) è stato un pedagogo e compositore francese.

## Biografia
Georges Caussade fu professore di contrappunto (dal 1905) e fuga (dal 1921) presso il Conservatorio di Parigi. Pubblicò il trattato Technique de l'harmonie (Parigi, 1931) ampiamente utilizzato nei conservatori francesi. Sposò la pianista e compositrice sua allieva Simone Plé-Caussade, che gli succedette nel 1928 come professore di fuga al conservatorio. Tra i suoi allievi si ricordano Olivier Messiaen, Gaston Litaize, Georges Dandelot, Georges Hugon, Georges Auric, Marcel Tournier, Eugène Lapierre, Jehan Alain, Elsa Barraine e Jeanne Leleu.